# 岡崎由喜枝
岡崎 由喜枝（おかざき ゆきえ、1974年2月16日 - ）は、日本の元女優。栃木県足利市出身。

## 略歴
足利市立第一中学校、堀越高等学校卒業。
小学校高学年の頃に東京宝映テレビに入り、1984年にTBS系列で放送された花王愛の劇場『その時、妻は』でデビュー。1985年にフジテレビ系列で放送された昼ドラ『しのぶ』でヒロインの少女時代を演じ、その後もテレビドラマや映画等に出演。デビュー作から岡崎ゆきえ名義で活動していたが、『おんな風林火山』出演中に本名の由喜枝に改名。

## 出演

### テレビドラマ
- 花王愛の劇場 その時、妻は（1984年、TBS）
- しのぶ（1985年、東海テレビ） - しのぶ（少女時代） 役
- TVオバケてれもんじゃ 第5話「高見山直伝! 強い女の子に勝つ方法」（1985年、フジテレビ）
- 勝手に!カミタマン（1985年、フジテレビ）
- 銀河テレビ小説 たけしくん、ハイ!（1985年、NHK） ‐ 宮森圭子
- 月曜ドラマランド おとぼけ駅員 キップくん2（1986年2月17日、フジテレビ）
- おんな風林火山（1986年10月 - 1987年3月、TBS） - 菊姫(子供時代) 役
- 愛伝説（1987年4月 - 7月、東海テレビ）
- 魔夏少女（1987年8月、TBS） - 純ちゃん 役
- ドラマ・女の四季 夫の突然死-妻に届いた一通の手紙-（1987年12月、テレビ東京）
- 機動刑事ジバン（1989年1月 - 1990年1月、テレビ朝日） - 松本美智代 役
- 大河ドラマ 八代将軍吉宗（1995年、NHK）

### バラエティ
- 鶴ちゃんのプッツン5（1987年、日本テレビ）

### 映画
- おじさんは原始人だった（1987年、映像企画）
- もうひとつの原宿物語（1990年、ハローマイク）

### CM
- サーティワンアイスクリーム